# Ichthyophis humphreyi
Ichthyophis humphreyi es una especie de anfibio gimnofión de la familia Ichthyophiidae.
Según comunicación personal de Wilkinson citada en el sitio de la Lista Roja de la UICN y en AmphibiaWeb, la posición taxonómica y la validez de esta especie como tal son dudosas.
De esta cecilia, de la que sólo se ha podido examinar una larva, se desconocen la distribución, el estado de la población y el de conservación. Se piensa que es una cecilia del Asia tropical.
Se supone que habita en bosque tropical húmedo, que los adultos llevan vida subterránea, que es una especie ovípara que hace la puesta en tierra y que las larvas son acuáticas.